# Erich Schweighofer
Erich Schweighofer (* 5. Februar 1960 in Mürzzuschlag) ist ein österreichischer Rechtswissenschaftler und Rechts-, Verwaltungs-, Justiz- und Wirtschaftsinformatiker. Seit 1998 ist er Co- bzw. Hauptorganisator des Internationalen Rechtsinformatik Symposiums (IRIS), mit etwa 150 Sprechern und 300 Teilnehmern die größte Veranstaltung der Rechtsinformatik in Zentraleuropa. Neben langjähriger Tätigkeit (seit 1986) als Forscher, Lektor, Leiter des Europäischen Dokumentationszentrums, IKT-Beauftragter der Rechtswissenschaftlichen Fakultät und Professor an der Universität Wien hat er auch beträchtliche praktische Erfahrung in Wirtschaft (Baukaufmann, Bilanzbuchhalter und Kaufmännischer Leiter) und Verwaltung (österreichisches Außenministerium (Referent im Völkerrechtsbüro), Verwaltungsakademie des Bundes, Wien (Leiter der Europaakademie) und Europäische Kommission, Brüssel (Case Handler Beihilfenrecht bzw. Legal Officer/Rechtsexperte Agrarrecht/Wettbewerbsrecht/Datenschutz)).

## Leben
Nach dem Diplomstudium der Rechtswissenschaften an der Universität Wien (Magister iuris 1985), dem Doktoratsstudium der Rechtswissenschaften (Völkerrecht/Wirtschaftsrecht) an der Universität Wien (Doktor der Rechtswissenschaften 1989: Der Einfluss der Neuen Internationalen Wirtschaftsordnung auf das Internationale Konzessionenrecht), dem Studium der Betriebswirtschaft an der Wirtschaftsuniversität Wien (Magister der Sozial- und Wirtschaftswissenschaften 1991; Diplomarbeit: Österreichische Staatsmonopole und die EG. Anpassungserfordernisse im Falle eines allfälligen Beitritts Österreichs zu den Europäischen Gemeinschaften) und dem Doktoratsstudium der Wirtschaftsinformatik an der Universität Wien (Doktor der Sozial- und Wirtschaftswissenschaften 1996, Wissensrepräsentation in Information Retrieval-Systemen am Beispiel des EU-Rechts) ist er seit 2008 außerordentlicher Universitätsprofessor an der Universität Wien, Lehr- und Forschungstätigkeit in den Fächern Rechtsinformatik, Völkerrecht und Europarecht (Habilitation: Rechtsinformatik und Wissensrepräsentation / englische Fassung: Legal Knowledge Representation: Automatic Text Analysis in Public International and European Law 1996/1999).

## Schriften (Auswahl)
- Der Einfluß der neuen internationalen Wirtschaftsordnung auf das internationale Konzessionenrecht. Wien 1991, ISBN 3-85369-849-2.
- EWR-Almanach. Chancen und Risiken im europäischen Markt. Wien 1994, ISBN 3-85436-138-6 (mit Christoph Liebscher und Christine Stix-Hackl).
- Rechtsinformatik und Wissensrepräsentation. Automatische Textanalyse im Völkerrecht und Europarecht. Wien 1999, ISBN 3-211-83216-5.
- Legal Knowledge Representation, Automatic Text Analysis in Public International and European Law, Kluwer Law International, Law and Electronic Commerce, Volume 7, The Hague 1999
- Wissensrepräsentation in Information Retrievalsystemen am Beispiel des EU-Rechts. Wien 2000, ISBN 3-85114-508-9.
- EG-Almanach, Rahmenbedingungen für Geschäftsbeziehungen und andere wirtschaftliche Tätigkeiten, 2. Auflage, Signum Verlag, Wien 1993 (gemeinsam mit Christine Stix-Hackl)
- Verkehrsinfrastruktur für automatisiertes Fahren und C-ITS, Rechtliche und gesellschaftliche Aspekte, OCG Verlag, Wien 2020 (gemeinsam mit Jakob Zanol)
- Technische und rechtliche Betrachtungen algorithmischer Entscheidungsverfahren, Gutachten der Gesellschaft für Informatik für den SVRV, Berlin 2018 (gemeinsam mit Christoph Sorge, Georg Borges, Burkhard Schäfer, Bernhard Waltl, Matthias Grabmair, Daniel Krupka).
- AGETOR. Echtzeitanalyse von Bewegungsströmen auf Basis von Daten aus Mobilfunk und sozialen Medien bei Großveranstaltungen. KIRAS-Forschungsprojekt Nr. 840906, Abschlussbericht, Wien 2016 (gemeinsam mit Michael Cik, Martin Fellendorf).
- Language Models: Legal Parrots or more? / Sprachmodelle: Juristische Papageien oder mehr, Tagungsband / Proceedings, Internationales Rechtsinformatik Symposion 2024 / International Legal Informatics Symposium 2024, Weblaw, Bern 2024